# Parc national de Madhav
Le parc national de Madhav est situé dans l'État du Madhya Pradesh en Inde.